# Foreigner
Foreigner je britsko-americká rocková skupina založená v New Yorku v roce 1976. Původní sestavu tvořili zpěvák Lou Gramm, kytarista Mick Jones, bubeník Dennis Elliott, klávesista Al Greenwood, multiinstrumentalista Ian McDonald (dříve King Crimson) a baskytarista Ed Gagliardi. Foreigner patří mezi nejprodávanější kapely všech dob, s více než 80 miliony prodaných desek po celém světě, z toho 38 milionů v USA.
Název skupiny vznikl podle Jonesova nápadu – protože on, Elliott a McDonald byli Britové, zatímco Gramm, Greenwood a Gagliardi Američané, alespoň polovina kapely by vždy byla "cizinci", ať už hráli kdekoli. Debutové album Foreigner z roku 1977 přineslo dva Top 10 hity v USA – „Feels Like the First Time“ a „Cold as Ice“ – a odstartovalo sérii šesti po sobě jdoucích multi-platinových a v USA do Top 10 umístěných alb. Následovalo Double Vision (1978) s hity „Hot Blooded“ a titulní skladbou.
V roce 1979 byl Gagliardi nahrazen Rickem Willsem a kapela vydala Head Games s hity „Dirty White Boy“ a stejnojmennou skladbou. Po odchodu McDonalda a Greenwooda zůstalo jádro skupiny ve čtyřčlenném složení a s albem 4 (1981) Foreigner dosáhli amerického vrcholu – album se drželo 10 týdnů na 1. místě a přineslo hity „Urgent“, „Waiting for a Girl Like You“ a „Juke Box Hero“. Výběrovka Records z roku 1982 se v USA prodala v nákladu přes 7 milionů kopií.
Album Agent Provocateur (1984) přineslo jejich největší hit „I Want to Know What Love Is“, který obsadil 1. místo v USA, Spojeném království, Kanadě i Austrálii a bodoval i jinde. Následující Inside Information (1987) přineslo hity „Say You Will“ a „I Don’t Want to Live Without You“, ale komerčně už zaostalo.
Po roce 1990 skupina procházela častými personálními změnami. Gramm kapelu opustil v roce 1990, vrátil se v roce 1992 a definitivně odešel v roce 2003. Pozdější alba Unusual Heat (1991), Mr. Moonlight (1994) a Can’t Slow Down (2009) nedosáhla výraznějšího úspěchu. Naopak výběrovka The Very Best ... and Beyond (1992) získala 2× platinovou desku v USA a zlatou ve Velké Británii.
Od roku 2003 je Mick Jones posledním aktivním členem původní sestavy, i když kvůli zdravotním problémům se aktuálně koncertů neúčastní. Zakládající členové Gagliardi a McDonald zemřeli v letech 2014 a 2022. Od roku 2013 probíhají částečná reunion vystoupení a koncerty s původními členy. V roce 2024 byla skupina uvedena do Rock and Rollové síně slávy.
Mezi nejznámější hity skupiny patří: „Feels Like the First Time“, „Cold as Ice“, „Hot Blooded“, „Double Vision“, „Blue Morning, Blue Day“, „Head Games“, „Urgent“, „Waiting For a Girl Like You“, „Juke Box Hero“, „I Want To Know What Love Is“ a „Say You Will“.

## Diskografie

### Studiová alba
- 1977 – Foreigner
- 1978 – Double Vision
- 1979 – Head Games
- 1981 – 4
- 1984 – Agent Provocateur
- 1987 – Inside Information
- 1991 – Unusual Heat
- 1994 – Mr. Moonlight
- 2009 – Can't Slow Down

## Členové

### Současní členové
- Kelly Hansen – zpěv (2005 – dosud)
- Mick Jones – kytara, klávesy, baskytara, zpěv (1976 – dosud)
- Thom Gimbel – kytara, saxofon, flétna, doprovodný zpěv (1993, 1995 – dosud)
- Michael Bluestein – klávesy, syntezátor, doprovodný zpěv (2008 – dosud)
- Jeff Pilson – baskytara, doprovodný zpěv (2004 – dosud)
- Mark Schulman – bicí, perkuse, doprovodný zpěv (1992–1995, 2000–2002, 2011 – dosud)

### Dřívější členové
- Lou Gramm – zpěv (1976–1990, 1992–2003)
- Ian McDonald – kytara, klávesy, saxofon, flétna, doprovodný zpěv (1976–1980)
- Dennis Elliott – bicí, perkuse, doprovodný zpěv (1976–1991)
- Al Greenwood – klávesy, syntezátory (1976–1980)
- Ed Gagliardi – baskytara, doprovodný zpěv (1976–1979)
- Rick Wills – baskytara, doprovodný zpěv (1979–1992)
- Bruce Turgon – baskytara, doprovodný zpěv (1992–2003)
- Johnny Edwards – zpěv, kytara (1990–1992)
- Mark Rivera – saxofon, flétna, klávesy, kytary, doprovodný zpěv (1981–1988, 1991–1992)
- Bob Mayo – klávesy, syntezátory, kytary, doprovodný zpěv (1981–1988)
- Peter Reilich – klávesy, syntezátory (1981–1982)
- Larry Oakes – kytary, klávesy, syntezátory, doprovodný zpěv (1988)
- Lou Cortelezzi – saxofon (1988)
- Johnny Edwards – zpěv, kytary (1990–1992)
- Larry Aberman – bicí, perkuse (1991–1992)
- Jeff Jacobs – klávesy, syntezátory, doprovodný zpěv (1991–2007)
- Scott Gilman – kytary, saxofon, doprovodný zpěv (1992, 1993–1995)
- Bruce Turgon – baskytara, doprovodný zpěv (1992–2003)
- Ron Wikso – bicí, perkuse (1995–1998)
- Brian Tichy – bicí, perkuse, doprovodný zpěv (1998–2000, 2007, 2008–2010)
- John Purdell – klávesy, syntezátory (zaskočil za Jeffa Jacobse v r. 2000)
- Denny Carmassi – bicí, perkuse (2002)
- Chaz West – zpěv (2004)
- Jason Bonham – bicí, perkuse, doprovodný zpěv (2004–2007, 2007–2008)
- Paul Mirkovich – klávesy, syntezátory (2007–2008)
- Bryan Head – bicí, perkuse (2008)
- Jason Sutter – bicí, perkuse (2010–2011)